# Smodicum brunneum
Smodicum brunneum är en skalbaggsart som beskrevs av Thomson 1878. Smodicum brunneum ingår i släktet Smodicum och familjen långhorningar. Inga underarter finns listade i Catalogue of Life.